# Hexaborure de samarium
L'hexaborure de samarium (SmB6) est un composé à valence mixte où le samarium est présent à la fois sous forme d'ions Sm2+ et Sm3+ dans le rapport 3:7. C'est un isolant de Kondo ayant un état de surface métallique.

## Premières études
Il a été étudié pour la première fois par des scientifiques soviétiques au début des années 1960. D'autres études furent ensuite conduites aux laboratoires Bell. En 1968, leurs chercheurs avaient noté des changements dans leur configuration électronique à différentes températures. À des températures supérieures à 50 K, ses propriétés sont typiques d'un métal de Kondo, avec une conductivité électrique métallique caractérisée par une forte diffusion des électrons (en), tandis qu'à basse température, il se comporte comme un isolant non-magnétique avec une bande interdite étroite d'environ 4–14 meV. La transition métal-isolant (en) induite par le refroidissement dans SmB6 s'accompagne d'une forte augmentation de la conductivité thermique, culminant à environ 15 K. La raison de cette augmentation est que les électrons ne contribuent pas à la conductivité thermique à basse température, qui est plutôt dominée par les phonons. La diminution de la concentration d'électrons réduit le taux de diffusion électron-phonon.

## Recherche duXXIesiècle
Au XXIe siècle, les physiciens de la matière condensée se sont de plus en plus intéressés à SmB6, affirmant qu'il pouvait s'agir d'un isolant topologique,,. D'autres chercheurs n'ont trouvé aucune preuve d'états topologiques de surface.
L'augmentation de la résistance électrique lorsque la température diminue indique que le matériau se comporte comme un isolant ; cependant, des mesures récentes révèlent une surface de Fermi (une limite abstraite pour les électrons dans l'espace de la quantité de mouvement) caractéristique d'un bon métal, indiquant un état fondamental plus exotique double métal-isolant,. La résistivité électrique à des températures inférieures à 4 K présente un plateau distinct, que l'on pense être la coexistence d'un état isolant (en volume) et d'un état conducteur (en surface). A des températures proches du zéro absolu, les oscillations quantiques du matériau augmentent à mesure que la température baisse, un comportement qui contredit à la fois l'analyse de Fermi et les règles qui régissent les métaux conventionnels,,. Bien qu'il ait été soutenu que les oscillations quantiques sur des échantillons fabriqués à  partir de flux d'aluminiumpeuvent résulter d'inclusions d'aluminium, une telle explication est exclue pour des échantillons fabriqués par la méthode du four à image,, plutôt que par la méthode de croissance du flux,.